# 亞夫內 (烏克蘭)
50°19′27″N 27°49′17″E / 50.32417°N 27.82139°E
亞夫內（烏克蘭語：Явне），是烏克蘭中部日托米爾州的村落，由茲維亞赫爾區的巴拉尼夫卡市鎮所轄，距離日托米爾約76公里，面積1.12平方公里，海拔高度226米，2001年人口255，人口密度每平方公里227.27人。